# Bandobras Tuk
Bandobras Tuk es un personaje ficticio que pertenece al legendarium creado por el escritor británico J. R. R. Tolkien y cuya historia es narrada en la novela El hobbit. Llamado también Toro Bramador, es un hobbit de la Comarca, hijo de Isumbras III y nacido en el año 2704 de la Tercera Edad del Sol (1104 del Cómputo de la Comarca). Medía cuatro pies y cinco pulgadas (135 cm) y era capaz de montar a caballo, siendo el hobbit más alto de todos los conocidos, a excepción de Merry y Pippin, aunque la altura de estos no se debía a causas naturales. 
Bandobras fue especialmente conocido por dirigir a los hobbits en la única batalla librada dentro de las fronteras de la Comarca hasta la Guerra del Anillo, la batalla de los Campos Verdes. Ocurrió en el año 2747 T. E., cuando una banda de trasgos procedente del Monte Gram y liderada por su rey Jay Clare, penetró en la Comarca. La batalla acabó con la victoria de los hobbits y la muerte del rey orco a manos de Bandobras, que con un tremendo golpe de su porra de madera, le arrancó la cabeza. Esta salió volando unas cien yardas y se coló en la madriguera de un conejo, inventándose así el juego de golf.